# Wim Raymaekers
Wim Raymaekers est un footballeur belge né le 4 avril 1985 à Hasselt. 
Il évolue au poste de défenseur.

## Biographie
Wim Raymaekers est formé au Racing Genk. Il commence sa carrière professionnelle au FC Den Bosch, club de deuxième division néerlandaise.
Il retourne en 2007 en Belgique en signant un contrat avec le club de Lommel United. Lors de la saison 2009-2010, il joue à Waasland-Beveren.
En 2010, Wim Raymaekers est transféré à l'Oud-Heverlee Louvain. Il est sacré champion de deuxième division en 2011 avec cette équipe. Il découvre ainsi la 1re division lors de la saison 2011-2012.

## Palmarès
- Champion de Belgique de D2 en 2011 avec Louvain